# Открытый чемпионат Австралии по теннису 2007
Открытый чемпионат Австралии 2007 — 95-й розыгрыш ежегодного профессионального теннисного турнира серии Большого шлема, проводящегося в австралийском городе Мельбурн на кортах местного спортивного комплекса «Мельбурн Парк». Традиционно выявляются победители соревнования в девяти разрядах: в пяти — у взрослых и четырёх — у старших юниоров.
В 2007 году матчи основных сеток прошли с 15 по 28 января. Соревнование традиционно открывало сезон турниров серии в рамках календарного года.
Прошлогодние победители среди взрослых:
- в мужском одиночном разряде —  Роджер Федерер
- в женском одиночном разряде —  Амели Моресмо
- в мужском парном разряде —  Боб Брайан и  Майк Брайан
- в женском парном разряде —  Чжэн Цзе и  Янь Цзы
- в смешанном парном разряде —  Мартина Хингис и  Махеш Бхупати

## Соревнования

### Взрослые

#### Мужчины. Одиночный турнир
Роджер Федерер обыграл  Фернандо Гонсалеса со счётом 7-6(2), 6-4, 6-4.
- Федерер выигрывает 1-й титул в сезоне и 10-й за карьеру на соревнованиях серии.
- Гонсалес уступает свой дебютный финал на соревнованиях серии.

#### Женщины. Одиночный турнир
Серена Уильямс обыграла  Марию Шарапову со счётом 6-1, 6-2.
- Уильямс выигрывает 1-й титул в сезоне и 8-й за карьеру на соревнованиях серии.
- Шарапова с третьей попытки уступает финал соревнования серии.

#### Мужчины. Парный турнир
Боб Брайан /  Майк Брайан обыграли  Йонаса Бьоркмана /  Максима Мирного со счётом 7-5, 7-5.
- братья выигрывают 1-й титул в сезоне и 5-й за карьеру на соревнованиях серии.

#### Женщины. Парный турнир
Кара Блэк /  Лизель Хубер обыграли  Чжань Юнжань /  Чжуан Цзяжун со счётом 6-4, 6-7(4), 6-1.
- Блэк выигрывает 1-й титул в сезоне и 3-й за карьеру на соревнованиях серии.
- Хубер выигрывает 1-й титул в сезоне и 2-й за карьеру на соревнованиях серии.

#### Микст
Елена Лиховцева /  Даниэль Нестор обыграли  Викторию Азаренко /  Максима Мирного со счётом 6-4, 6-4.
- Ллиховцева выигрывает 1-й титул в сезоне и 2-й за карьеру на соревнованиях серии.
- Нестор с четвёртой попытки побеждает в финале на соревнования серии.

### Юниоры

#### Юноши. Одиночный турнир
Брайдан Клейн обыграл  Жонатана Эйссерика со счётом 6-2, 4-6, 6-1.
- представитель Австралии выигрывает турнир серии впервые с 2002 года.

#### Девушки. Одиночный турнир
Анастасия Павлюченкова обыграла  Мэдисон Бренгл со счётом 7-6 (6), 7-6 (3).
- во второй раз за последние шесть лет чемпионка прошлого розыгрыша смогла защитить свой титул.

#### Юноши. Парный турнир
Грэм Дайс /  Харри Хелиёваара обыграли  Стивена Дональда /  Рупеша Ройя со счётом 6-2, 6-7(4), 6-3.
- представитель Великобритании выигрывает турнир серии впервые с 1997 года, Финляндии — впервые в истории.

#### Девушки. Парный турнир
Евгения Родина /  Арина Родионова обыграли  Джулию Коэн /  Урсулу Радваньскую со счётом 2-6, 6-3, 6-1.
- мононациональный дуэт выигрывает третий турнир серии подряд, причём каждый раз состоя из разных теннисисток.